# Elección al Senado de los Estados Unidos en Idaho de 2020
La Elección al Senado de los Estados Unidos en Idaho se llevó a cabo el 3 de noviembre de 2020, para elegir a un miembro del Senado de los Estados Unidos para representar al estado de Idaho, al mismo tiempo que las elecciones presidenciales de los Estados Unidos de 2020, así como otras elecciones al Senado de los Estados Unidos en otros estados, elecciones a la Cámara de Representantes de Estados Unidos y diversas elecciones estatales y locales.
El senador republicano en ejercicio, Jim Risch, fue reelegido para un tercer mandato.

## Elección general

### Predicciones
| Fuente                | Clasificación | Desde                  |
| --------------------- | ------------- | ---------------------- |
| Cook Political Report | Sólido        | 29 de octubre de 2020  |
| Inside Elections      | Sólido        | 28 de octubre de 2020  |
| Sabato's Crystal Ball | Sólido        | 2 de noviembre de 2020 |
| 270toWin              | Sólido        | 2 de noviembre de 2020 |
| Político              | Sólido        | 2 de noviembre de 2020 |

### Encuestas
| Fuente de la encuesta                                                         | Fecha(s) de realización                | Tamaño de muestra | Margen de error | Jim Risch (R) | Paulette Jordan (D) | Otro Indecisos |
| ----------------------------------------------------------------------------- | -------------------------------------- | ----------------- | --------------- | ------------- | ------------------- | -------------- |
| Spry Strategies (R) Archivado el 27 de septiembre de 2020 en Wayback Machine. | 29 de agosto - 1 de septiembre de 2020 | 600 (LV)          | ± 4.0%          | 53%           | 28%                 | 19%            |

### Resultados
| Elección al Senado de los Estados Unidos en Idaho de 2020 | Elección al Senado de los Estados Unidos en Idaho de 2020 | Elección al Senado de los Estados Unidos en Idaho de 2020 | Elección al Senado de los Estados Unidos en Idaho de 2020 | Elección al Senado de los Estados Unidos en Idaho de 2020 | Elección al Senado de los Estados Unidos en Idaho de 2020 |
| Partido                                                   | Partido                                                   | Candidato/a                                               | Votos                                                     | %                                                         |                                                           |
| --------------------------------------------------------- | --------------------------------------------------------- | --------------------------------------------------------- | --------------------------------------------------------- | --------------------------------------------------------- | --------------------------------------------------------- |
|                                                           | Republicano                                               | Jim Risch (titular)                                       | 538,446                                                   | 62.62%                                                    |                                                           |
|                                                           | Demócrata                                                 | Paulette Jordan                                           | 285,864                                                   | 33.25%                                                    |                                                           |
|                                                           | Independiente                                             | Natalie Fleming                                           | 25,329                                                    | 2.95%                                                     |                                                           |
|                                                           | Constitución                                              | Ray Writz                                                 | 10,188                                                    | 1.18%                                                     |                                                           |
| Total                                                     | Total                                                     | Total                                                     | 859,827                                                   | 100.0%                                                    |                                                           |
| Margen de victoria                                        | Margen de victoria                                        | Margen de victoria                                        | 252,582                                                   | 29.37%                                                    |                                                           |
|                                                           | Control Republicano                                       |                                                           |                                                           |                                                           |                                                           |